# Industrializacja

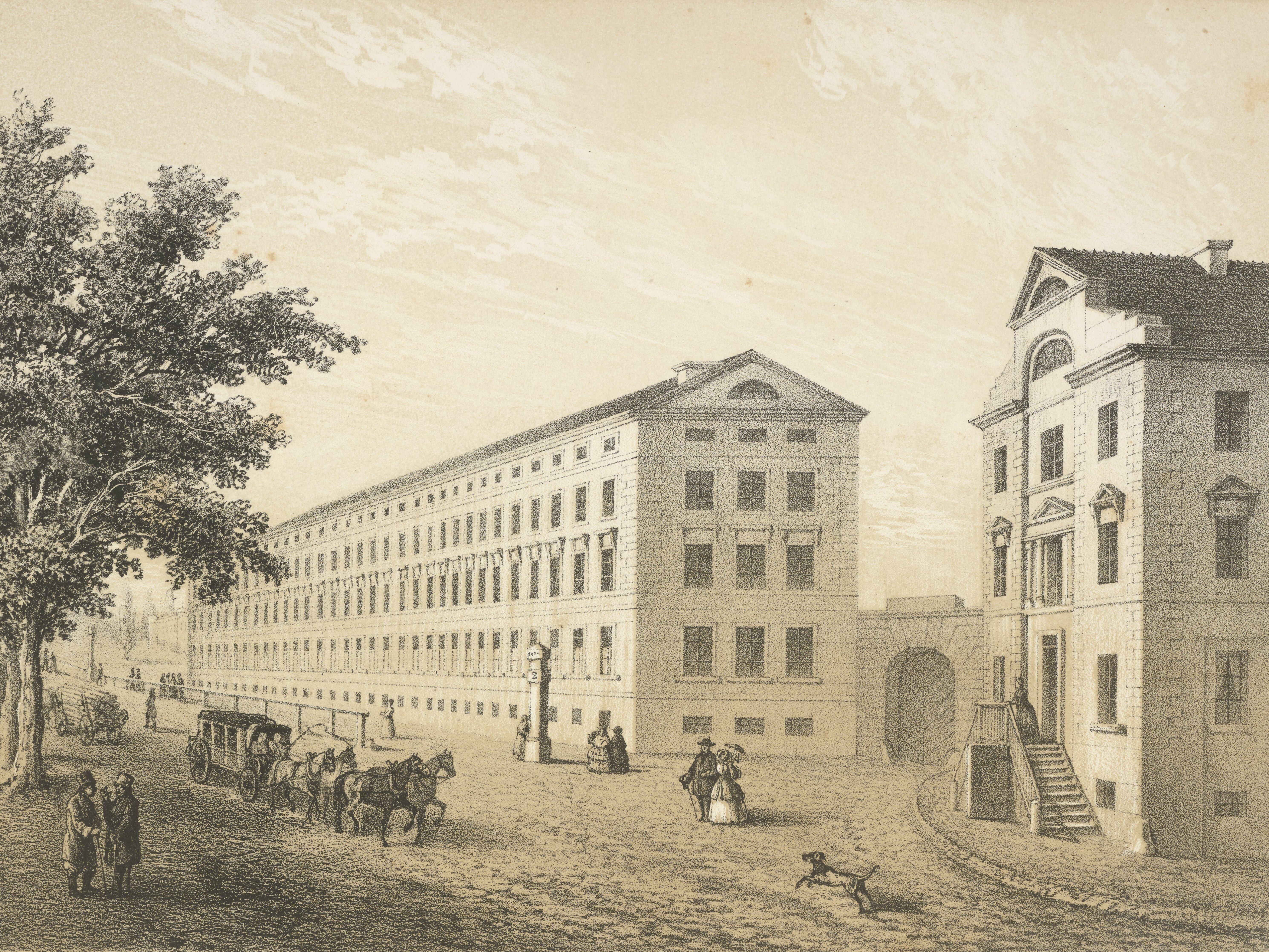
Fabryka Beniamina Repphana w Kaliszu (1858)

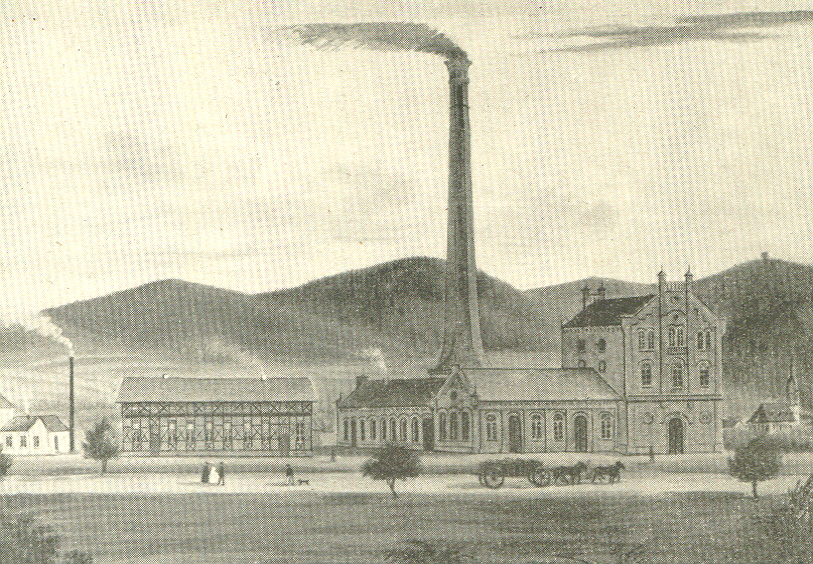
Fabryka w Ilmenau (ok. 1860). Fabryczne kominy były w poprzednich stuleciach symbolem industrializacji, świadectwem rozwoju miejscowości. Tam, gdzie zakładano nowe fabryki, z reguły cegielnie, tartaki, cukrownie, browary, huty, powstawały osiedla robotnicze będące zalążkiem dzielnic przemysłowych

Uprzemysłowienie, in. industrializacja (ang. industrialisation) – proces przekształcania się społeczeństwa tradycyjnego w społeczeństwo przemysłowe dzięki wprowadzeniu gospodarki opartej na mechanizacji produkcji, kierowanej planowo przy użyciu określonych metod zarządzania, charakteryzujący się zwiększaniem odsetka osób zatrudnionych w przemyśle, standaryzacją czasu pracy, wyraźnym podziałem pracy i wzrostem heterogeniczności społeczeństwa. Procesowi temu towarzyszą: przyspieszona urbanizacja, zwiększanie się liczby grup wtórnych w stosunku do grup pierwotnych, zmniejszanie się roli grup wspólnotowych.
W wyniku industrializacji następują zawsze istotne zmiany w strukturze gospodarczej. Na czołowe miejsca wysuwa się przemysł ciężki wytwarzający środki produkcji, a zwłaszcza takie jego gałęzie, jak przemysł hutniczy, maszynowy, elektrotechniczny itp., które dostarczają pozostałym gałęziom nowoczesnych pod względem technicznym maszyn i urządzeń produkcyjnych. Ostatecznym rezultatem industrializacji jest możliwość wykorzystania w produkcji osiągnięć postępu technicznego, który pozwala uzyskiwać w całej gospodarce wysoki poziom wydajności pracy i produkcji. Na tej podstawie w kraju uprzemysłowionym na stosunkowo wysokim poziomie kształtować się może z jednej strony stopa życiowa ludności, a z drugiej rozmiary akumulacji, niezbędne do zapewnienia wzrostu gospodarczego. Pod tym względem inaczej przedstawia się sytuacja w krajach nieuprzemysłowionych, w których na pierwszy plan w strukturze gospodarczej wysuwa się rolnictwo, a przemysł – jeśli ogólnie istnieje – koncentruje się na wydobywaniu surowców lub przetwórstwie rolno-spożywczym. Brak przemysłu ciężkiego wytwarzającego środki produkcji pociąga za sobą zacofanie techniki wytwarzania i niską wydajność pracy. W rezultacie tego poziom produkcji jest niski i nie można w sposób dostateczny zaspokoić społecznych potrzeb produkcyjnych i konsumpcyjnych. Przy bardzo niskim poziomie stopy życiowej ludności nie można wygospodarować odpowiedniej ilości środków na akumulację, skutkiem tego występować musi bardzo powolne tempo wzrostu gospodarczego lub stagnacja.
Przeciwieństwem industrializacji jest dezindustrializacja.
W Europie proces intensywnego uprzemysłowienia rozpoczął się wraz z rewolucją przemysłową, zapoczątkowaną w 1760 w Anglii i Szkocji.